# Profilin
Profilin ist ein ubiquitäres eukaryotisches Protein, das u. a. für die Ausbildung des sogenannten Zytoskeletts in der Zelle wichtig ist. Es hat eine wichtige Funktion für Bewegungsabläufe in der Zelle und in der Signalübertragung zwischen Zellen.
Dieses 16 kDa große Aktin-bindende Protein wurde 1976 als erstes Protein beschrieben, das nicht an Aktinfilamente, sondern an Aktinmonomere bindet. Zunächst glaubte man, die Funktion von Profilin bestehe darin, Aktinmonomere an bestimmten Stellen an der Polymerisation zu hindern, um sie auf ein Signal hin freizugeben und am Aufbau von Aktinfilamenten teilhaben zu lassen. Seit 1995 jedoch wurden mehrere Klassen von Proteinen bekannt (z. B. VASP, WASP, Formin), die Profilin-Aktin-Komplexe brauchen, um eine Polymerisation von Aktinfilamenten überhaupt zu ermöglichen, v. a. in Bereichen von hoher Bewegungsaktivität. Profilin bindet an solche Proteine durch Interaktion mit Sequenzen, die reich an der Aminosäure Prolin sind. Profilin hat auch Funktionen im Zellkern, über die wenig bekannt ist, und bindet an PIP2, ein Fettmolekül, das in biologischen Membranen vorkommt.
Im Menschen kommt Profilin in mindestens 3 Isoformen vor, die teilweise nebeneinander im selben Zelltyp existieren und über deren Funktion noch wenig bekannt ist. Profiline binden an mindestens 50 verschiedene Proteine.